# Rūstā-ye Abū Şadreyn
Rūstā-ye Abū Şadreyn (persiska: روستای ابو صدرين, Abū Şadreyn) är en ort i Iran.   Den ligger i provinsen Khuzestan, i den sydvästra delen av landet, 700 km söder om huvudstaden Teheran. Rūstā-ye Abū Şadreyn ligger 1 meter över havet och antalet invånare är 215.
Terrängen runt Rūstā-ye Abū Şadreyn är mycket platt.  Närmaste större samhälle är Arvand Kenār, 6,5 km öster om Rūstā-ye Abū Şadreyn. Omgivningarna runt Rūstā-ye Abū Şadreyn är i huvudsak ett öppet busklandskap.